# Illmersdorf (Ihlow)
Illmersdorf ist ein Ortsteil der Gemeinde Ihlow im Süden des Landkreises Teltow-Fläming in Brandenburg. Der Ort gehört dem Amt Dahme/Mark an und war bis zum 31. Dezember 2001 eine eigenständige Gemeinde.

## Lage
Der Ortsteil liegt nördlich des Gemeindezentrums. Nordöstlich ist der weitere Ortsteil Rietdorf. Es folgen im Uhrzeigersinn die Stadt Dahme/Mark, der Ihlower Ortsteil Niendorf, das Gemeindezentrum sowie der Ortsteil Hohenseefeld der Gemeinde Niederer Fläming. Nördlich liegt das Waldgebiet Illmersdorfer Holz, südwestlich das Waldgebiet Niendorfer Holz, das zum Ländchen Bärwalde zählt.

## Geschichte und Etymologie
Der Ort wurde 1346 erstmals als Elmerßstorff urkundlich erwähnt, dürfte aber bereits deutlich früher besiedelt worden sein: Bereits in der Mitte des 13. Jahrhunderts entstand eine spätromanische Feldsteinkirche. 1388 erschien der Ort als Eylmerstorff. Der Name könnte sich von einer Person namens Eilmer oder Elmar ableiten. Das Platzdorf war über viele Jahrhunderte von der Landwirtschaft geprägt. Davon zeugen zahlreiche noch im 21. Jahrhundert vorhandene Vierseithöfe, von denen einige unter Denkmalschutz stehen. 1928 entstand ein Feuerwehrgebäude. 2009 sanierte die Gemeinde eine Halbmeilensäule, die auf dem Dorfanger steht.

## Kultur und Sehenswürdigkeiten
- Die Dorfkirche Illmersdorf entstand in der Mitte des 13. Jahrhunderts und wurde in der Spätgotik erneuert. Im Innenraum steht unter anderem ein hölzerner Kanzelaltar aus der zweiten Hälfte des 17. Jahrhunderts.
- Am Dorfanger stehen zahlreiche Stallgebäude mit Oberlaube unter Denkmalschutz
- Gedenkstein zur Erinnerung an den 8. Mai 1945; die Inschriftentafel wurde gestohlen

## Wirtschaft und Infrastruktur

### Wirtschaft
Im Ort existieren eine Agrargenossenschaft, ein Fleischgroßhandel, ein Heizungs- und Sanitärbetrieb, eine Autowerkstatt sowie eine Gaststätte.

### Verkehr
Die Bundesstraße 102 führt im südlichen Teil der Gemarkung von Nordwesten kommend in südöstlicher Richtung durch den Ort. Dort befindet sich auch der überwiegende Teil der Wohnbebauung, die durch die von ihr nach Norden abzweigende Straße Illmersdorf erschlossen wird. Dort ist auch eine Haltestelle der Buslinien 754 und 774, mit denen eine Verbindung nach Jüterbog und Dahme/Mark hergestellt wird.

## Persönlichkeiten
- Johann Gottfried Brückner (1730–1786), Theaterschauspieler